# Annemarie Huber-Hotz

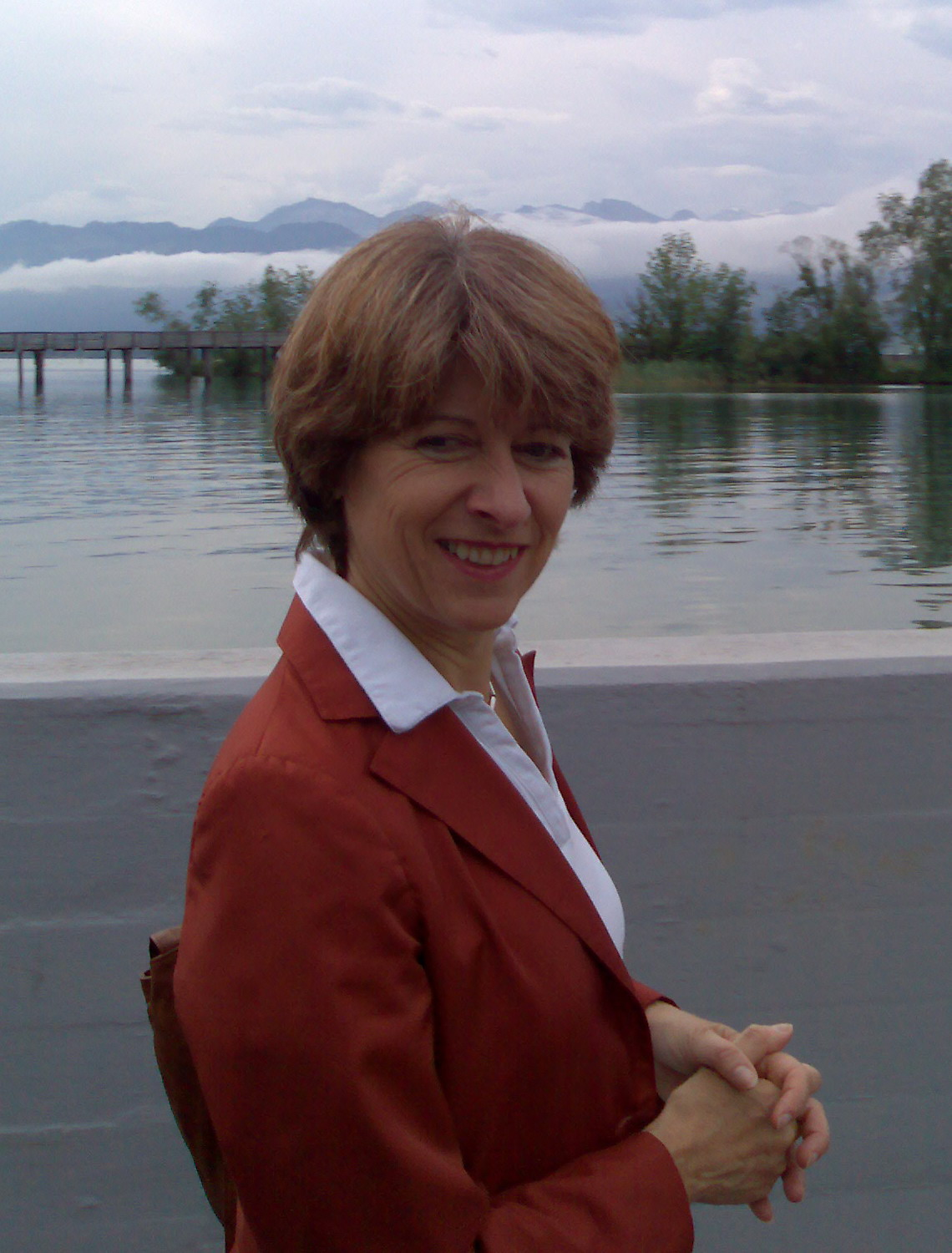
Annemarie Huber-Hotz (2006)

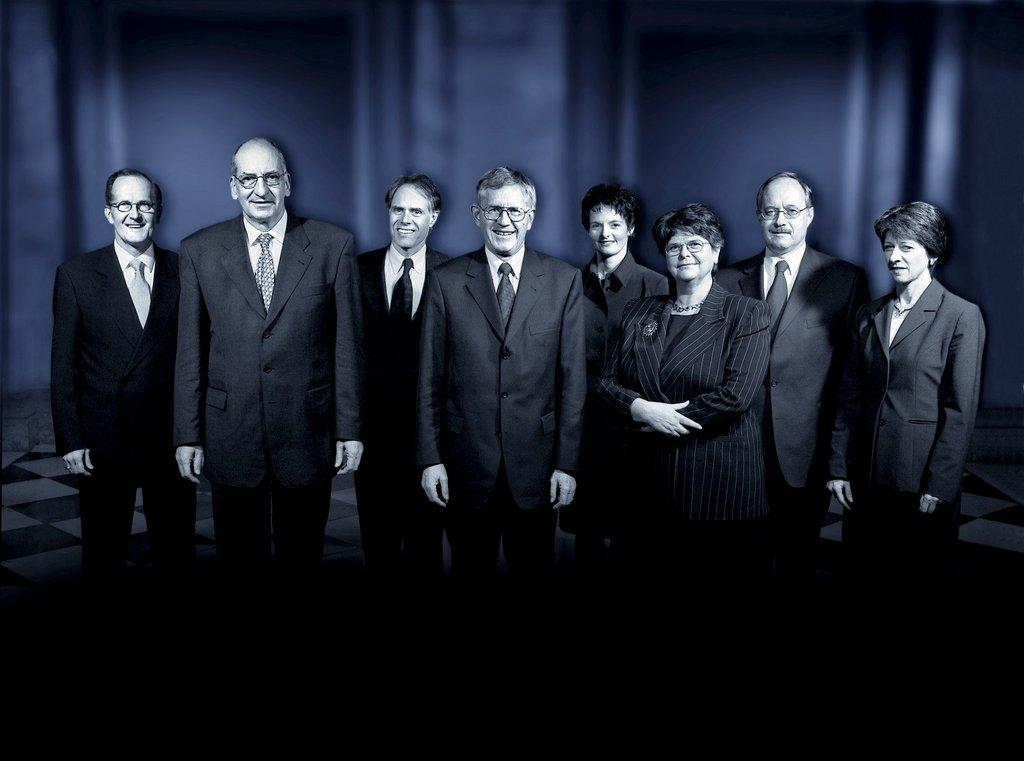
Annemarie Huber-Hotz ganz rechts auf dem offiziellen Bundesratsfoto von 2002

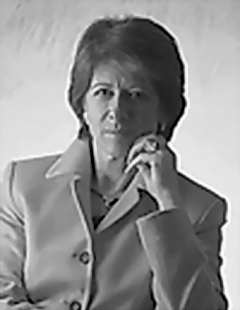
Annemarie Huber-Hotz

Annemarie Huber-Hotz (* 16. August 1948 in Baar, Kanton Zug; heimatberechtigt ebenda; † 1. August 2019 bei Schwarzsee, Kanton Freiburg) war eine Schweizer Beamtin. Von 2000 bis 2007 war sie Bundeskanzlerin und die erste Frau in diesem Amt. Sie war Mitglied der FDP.

## Leben
Huber-Hotz besuchte die Primar- und Sekundarschule in Baar, anschliessend absolvierte sie die Kantonsschule in Zug. Sie studierte Soziologie, Ethnologie und Politikwissenschaft an den Universitäten Bern, Uppsala (Schweden) und Genf. An der ETH Zürich absolvierte sie 1976/77 einen Nachdiplomlehrgang in Raumplanung. Während ihrer Studienzeit arbeitete sie nebenbei als Übersetzerin bei der Internationalen Arbeitsorganisation in Genf und war Mitarbeiterin im Amt für Raumplanung des Kantons Zug
Im Jahr 1978 trat Huber-Hotz in die Bundesverwaltung ein und war zunächst im Generalsekretariat der Bundesversammlung tätig. Ab 1981 führte sie das Sekretariat des Ständerates, zusätzlich leitete sie ab 1989 den Wissenschaftlichen Parlamentsdienst. 1992 stieg sie zur Generalsekretärin der Bundesversammlung auf. Nachdem Bundeskanzler François Couchepin seinen Rücktritt angekündigt hatte, bestimmte die Bundesversammlung am 15. Dezember 1999 dessen Nachfolge. Huber-Hotz setzte sich im vierten Wahlgang gegen Vizekanzler Achille Casanova (CVP) durch und war somit die erste Frau an der Spitze der Bundeskanzlei.
Huber-Hotz trat ihr Amt zu Beginn des Jahres 2000 an. Sie reorganisierte die Bundeskanzlei und unterteilte sie in vier Führungsbereiche (Bundesrat, Planung/Strategie, Information/Kommunikation und Interne Dienste). Unter ihrer Leitung wurden das E-Government aufgebaut und die Rechtsgrundlagen für das E-Voting geschaffen. Im Februar 2007 kündete sie ihren Verzicht auf eine dritte Amtszeit an und trat per Ende Jahr zurück. Als Bundeskanzlerin gehörte sie ex-officio der Geschäftsleitung der FDP sowie dem Vorstand deren Bundeshausfraktion an.
Von 2007 bis 2011 war Huber-Hotz Präsidentin der Schweizerischen Gemeinnützigen Gesellschaft, ab 2008 war sie Mitglied des Schweizer Berghilferats, von 2008 bis 2010 Präsidentin der Insel Foundation, von 2008 bis 2013 Präsidentin der Karl-Schmid-Stiftung, ab Juli 2008 Präsidentin der Stiftung Schweizerischer Bankenombudsman und ab 2011 war sie Mitglied des Stiftungsrates des Graduate Institute IHEID in Genf. Von 2011 bis 2019 war Annemarie Huber-Hotz Präsidentin des Schweizerischen Roten Kreuzes.
Annemarie Huber-Hotz starb auf einer Wanderung mit ihrer Familie im Gebiet am Schwarzsee im Kanton Freiburg im Alter von 70 Jahren an akutem Herzversagen. Sie war verheiratet und hatte drei Kinder. Neben Deutsch sprach sie auch Englisch, Französisch und Schwedisch.